# Poder Executivo de Volta Redonda
O Poder Executivo de Volta Redonda funciona no Palácio 17 de Julho, na praça Sávio Gama, bairro Aterrado.
O atual chefe do Executivo é o prefeito Samuca Silva (Podemos), tendo o município Maycon Abrantes (PV) como vice-prefeito, com ambos a exercer suas funções até 31 de dezembro de 2020.

## Secretarias
A prefeitura conta ainda com as secretarias de:
- Ação Comunitária (SMAC) — Secretário: Maycon Abrantes
- Administração (SMA) — Secretário: Carlos Baía
- Cultura (SMC) — Secretária: Aline Ribeiro (interina)
- Desenvolvimento Econômico e Turismo (SMDE) — Secretário: Joselito Magalhães
- Educação (SME) — Secretária: Rita Andrade
- Esporte e Lazer (SMEL) — Secretária: Maria Paula Tavares
- Fazenda (SMF) — Secretário: Norma Chaffin
- Gabinete de Estratégia Governamental (GEGOV) — Secretário: Fabiano Vieira
- Meio Ambiente (SMMA) — Secretário: Daniela Vidal
- Infraestrutura (SMI) — Secretário: Toninho Orestes
- Planejamento, Transparência e Modernização da Gestão (SEPLAG) — Secretário: Enock de Azevedo Henriques (interino)
- Políticas Públicas para Mulheres, Idosos e Direitos Humanos — Secretária: Dayse Penna
- Procuradoria-Geral do Município (PGM) — Procuradora: Augusto Nogueira
- Saúde (SMS) — Secretária: Alfredo Peixoto
- Transporte e Mobilidade Urbana (STMU) — Secretário: Wellington Nascimento

## Autarquias
Além das secretarias, o Executivo municipal conta ainda com as seguintes autarquias:
- Companhia de Habitação (COHAB) — Diretor-Presidente: Almir de Souza Rodrigues
- Empresa de Processamento de Dados (EPD) — Diretor-Presidente: Paulo César Lopes Netto
- Fundação Beatriz Gama (FBG) — Presidente:
- Fundação Educacional de Volta Redonda (FEVRE) — Presidente: José Luiz de Sá
- Fundo Comunitário (FURBAN) — Diretor: Marco Antônio Faria Marques
- Hospital Municipal Doutor Munir Rafful (HMR) — Diretora-Administrativa: Márcia Lygia Vieira Cury Inácio
- Instituto de Pesquisa e Planejamento Urbano (IPPU) — Diretor-Presidente: Juvenil Neves Teixeira
- Serviço Autônomo de Água e Esgoto (SAAE) — Diretor-Executivo: Paulo Cezar de Souza
- Serviço Autônomo Hospitalar (SAH) — Diretor-Geral: Sebastião Faria de Souza
- Superintendência de Serviços Rodoviários (SUSER) — Diretor-Presidente: Paulo José Barenco Pinto

## Outros
- Assessoria de Comunicação Social — Assessor: Ricardo Ballarini
- Coordenadoria de Indústria, Comércio e Turismo — Coordenador: Haroldo Fernandes da Silva
- Coordenadoria Municipal de Defesa Civil — Coordenador: Rodrigo Ibiapina Chiaradia
- Coordenadoria de Vigilância Sanitária e do Programa de Saúde do Trabalhador — Coordenador: Luiz Carlos Rodrigues
- Guarda Municipal (GM) — Comandante: Maj. Luiz Henrique Monteiro Barbosa